# Теодор I (папа)
Вижте пояснителната страница за други личности с името Теодор I.
Теодор I (на латински: Theodorus PP. I) е римски папа в периода 24 ноември 642 г. - 14 май 649 г.
Изследователите предполагат, че по произход е грък, но роден в Палестина. Погребан е в базиликата „Св. Петър“.